# Sphaerodactylus notatus
Sphaerodactylus notatus es una especie de geco del género Sphaerodactylus, familia Sphaerodactylidae, orden Squamata. Fue descrita científicamente por Baird en 1859.

## Descripción
La longitud hocico-respiradero en machos y hembras es de 33 y 34 milímetros respectivamente.

## Distribución
Se distribuye por Bahamas, Cuba y Estados Unidos.